# Décembre 1960

## Événements
- 1er décembre :
  - Indépendance de la République centrafricaine octroyée par la France.
  - Le Premier ministre du Congo, élu démocratiquement, Patrice Lumumba, est arrêté par les troupes du colonel Joseph Mobutu sur le chemin de Stanleyville pour rencontrer ses électeurs et incarcéré.
  - Spoutnik 6, un satellite soviétique, est lancé en orbite avec à son bord 2 chiens, Pcheika et Mushka. Le jour suivant, la capsule s'est enflammée dans son retour dans l'atmosphère en raison de l'angle d'entrée.

- 2 décembre : 
  - L'archevêque de Canterbury Geoffrey Francis Fisher, rencontre le pape Jean XXIII durant une heure de discussion au Vatican. Il s'agit de la première visite du chef de l'Église anglicane au souverain pontife depuis plus de 500 ans.
  - Pierre Lagaillarde, qui a mené entre 1958 et 1960, des  insurrections en Algérie, ne s'est pas présenté à son procès et s'est réfugié avec 4 autres inculpés en Espagne en route pour l'Algérie.
  - Le président Dwight D. Eisenhower autorise l'aide aux réfugiés et leur installation. Ils arrivent en Floride à une moyenne de 1 000 par semaine.
- 3 décembre : Camelot, une production théâtrale, fait ses débuts à Broadway au Majestic Theatre avec Richard Burton jouant le roi Arthur et Julie Andrews jouant Dame Guenièvre.
- 4 décembre : la république islamique de Mauritanie a postulé pour devenir le 100e membre des Nations unies, mais la demande a fait l'objet d'un véto par l'Union Soviétique, au motif que la Mongolie s'était vu refuser l'admission. En 1961, le Sierra Leone deviendra le 100e membre, suivi de la Mongolie et de Mauritanie.

- 5 décembre : la Cour suprême des États-Unis considère que la discrimination raciale dans les restaurants est une violation du droit du commerce.
- 6 décembre : le secrétaire à l'Intérieur américain a publié l'ordonnance sur les terres publiques 2214, réservant 9 500 000 acres (soit 38 000 km²) de terrain à la réserve nationale de l'Arctique.
- 7 décembre : 
  - le QH-50 DASH (Drone Anti-Submarine Helicopter), un drone télécommandé à distance, fait son premier atterrissage sans équipage à bord du USS Hazelwood[1].
  - À la suite de la requête du gouvernement du comté de Dade, en Floride, le gouvernement américain ouvre son premier centre fédérale de réfugiés cubains à Miami. À la fin de 1961, le centre emploie 300 personnes[2].

- 8 décembre : 
  - les actifs de la Banque royale du Canada à Cuba sont nationalisés par Fidel Castro.
  - Hayato Ikeda commence son second mandat en tant que Premier Ministre japonais.

- 9 décembre : 
  - voyage du président Charles de Gaulle en Algérie, marquée par des émeutes sanglantes causant la mort de 127 personnes[3].
  - L'entrepreneur Tom Monaghan et son frère James ont pris la propriété de l'enseigne « DomiNick's Pizza » à Ypsilanti, Michigan. Des années plus tard, Tom Monaghan a rebaptisé son restaurant Domino's Pizza[4].

- 10 décembre :  Albert John Luthuli est le premier noir à obtenir le Prix Nobel de la paix.

- 11 décembre : 
  - manifestations pour l'indépendance de l'Algérie dans plusieurs villes algériennes et notamment  à Alger.
  - Richard Paul Palvick, un retraité postier, a chargé sa voiture de dynamite en vue d'assassiner le président John F. Kennedy. Il changea d'avis en voyant le président accompagné de sa femme et de jeunes enfants[5]. Palvick a été arrêté 4 jour plus tard par la police de Palm Beach city.
- 12 décembre : La version espagnole la plus utilisée de la Sainte-Bible, la révision de 1960 de la Reina-Valera, est publiée. La version originale a été publiée en 1569. Une version plus récente, datant de 2011, existe[6].

- 13 décembre : 
  - lors d'une visite de l'empereur d'Éthiopie Hailé Sélassié Ier au Brésil, sa garde impériale se révolte en provoquant un coup d'état, prenant en otage des membres impériaux et en proclamant empereur le fils de Sélassié Asfa-Wossen. Le coup d'état échoue, Séllasié redevient empereur jusqu'en 1975[7].
  - Traité d'intégration économique de l'Amérique centrale incluant le Guatemala, le Nicaragua et Honduras [8].
  - Le commandant Leroy A. Heath et son navigateur le lieutenant L. Monroe ont établi un nouveau record de la plus haute altitude atteinte en avion dans un A3J Vigilante.

- 14 décembre : 
  - La convention pour la création de l'Organisation de coopération et de développement économiques (OCDE)[9], qui remplace l'OECE, est signée par dix-huit pays européens, les États-Unis et le Canada. L'Australie, la Nouvelle-Zélande et le Japon en deviendront membres ultérieurement.
  - Un bombardier B-52G de l'US Air Force réalise un vol de 10 000 mile sans arrêt et sans ajout de carburant en 19 heures et 45 minutes.

- 15 décembre :
  - Le roi du Népal Mahendra Bir Bikram Shah Deva dépose le gouvernement et prend lui-même le pouvoir.
  - Échec du 6e essai pour mettre en orbite lunaire un satellite scientifique. L'explosion de la fusée met un terme à ce programme qui a coûté 40 million de US dollars.
  - Le USS George Washington (SSBN-598), est le premier sous-marin américain armé de missiles thermonucléaires.

- 16 décembre :
  - Le secrétaire d'état américain Christian Herter annonce que les États-Unis engageraient, à l'OTAN, 5 sous-marins atomiques et 80 missiles Polaris pour la fin 1963.
  - Un DC-8 et un quadrimoteur Constellation entrent en collision au-dessus de la ville de New York et font 136 victimes dont 6 au sol.

- 17 décembre : les troupes fidèles à l'empereur Haïlé Sélassié Ier mettent fin à la révolte. L'empereur affranchit son fils de toute culpabilité dans ce coup d'État.

- 19 décembre : un incendie sur le chantier de construction du porte-avions USS Constellation au chantier naval de Brooklyn cause la mort de 50 personnes et 150 autres sont blessées.

- 20 décembre :
  - Le président élu John F. Kennedy annonce que le vice-président Lyndon B. Johnson présidera le Conseil National de l'Aéronautique et de l'Espace.
  - Fondée en 1912, la société Martin Co. livre son dernier avion, un P5M-2, destiné à la marine. Cette société a produit plus de 12 000 avions et était entré depuis 1948 dans l'industrie spatiale avec son missile NRL Viking.
  - Création au Viêt Nam du Sud d'un Front de libération national. Début de la guerre du Viêt Nam.

- 21 décembre : lancement d'un satellite américain de mesure des radiations pour aider à la détection d'armes nucléaires.

- 27 décembre : la France procède à son troisième tir nucléaire, Gerboise rouge, à Reggane au Sahara.

## Naissances
- 1er décembre : Ruth Elkrief, journaliste française.
- 2 décembre : Deb Haaland, représentante des États-Unis pour le Nouveau-Mexique depuis 2019, secrétaire à l'Intérieur des États-Unis d'Amérique depuis 2021.
- 3 décembre :
  - Daryl Hannah, actrice américaine.
  - Steven Swanson, astronaute américain.
  - Igor Larionov, joueur de hockey
  - Julianne Moore, actrice américaine
- 4 décembre : Glynis Nunn, athlète australien
- 6 décembre : Diederik Wissels, pianiste néerlandais de jazz.
- 10 décembre : Kenneth Branagh, acteur et réalisateur britannique.
- 14 décembre : 
  - Catherine G. Coleman, astronaute américaine.
  - Ebrahim Raïssi, juge, juriste, homme politique et ayatollah († 19 mai 2024).
- 15 décembre : Inge Lynn Collins Bongo, personnalité gabonaise.
- 18 décembre : Yoon Seok-youl, homme politique sud-coréen.
- 20 décembre : Kim Ki-duk, scénariste, producteur, réalisateur et monteur sud-coréen († 11 décembre 2020).
- 22 décembre : Jean-Michel Basquiat, peintre américain († 12 août 1988).
- 23 décembre : Zindzi Mandela, diplomate sud-africaine († 13 juillet 2020).
- 24 décembre : Yves Le Saux, évêque catholique français, évêque d'Annecy.
- 27 décembre : Maryam d'Abo, actrice britannique.
- 28 décembre : 
  - Terri Garber, actrice américaine.
  - Chad McQueen, acteur américain († 11 septembre 2024).

## Décès
- 2 décembre : Fritz August Breuhaus de Groot, architecte, ensemblier et designer allemand (°1883).
- 7 décembre : Clara Haskil, pianiste suisse d'origine roumaine.
- 9 décembre : Hyperion, cheval pure-sang britannique, qui a remporté la British Triple Crown. (=Triple Couronne britannique)
- 13 décembre : Isaac Foot, homme de loi britannique
- 28 décembre : Philippe Panneton, auteur.
- 31 décembre : Clarence Decatur Howe, politicien.